# Cooktown
Cooktown (em guguyimidjir: Gan.gaarr, IPA: [ɡanɡa ː r]) é a cidade mais ao norte na costa leste da Austrália, localizada na foz do rio Endeavour, na Península do Cabo York, no extremo norte de Queensland.
O nome guguyimidjir para a região, Gan.gaarr, significa "(lugar das) pedras de cristais". Cristais de quartzo foram utilizados em várias cerimônias indígenas e são encontrados nas proximidades.